# Pseudosquillidae
Pseudosquillidae is een familie van kreeftachtigen uit de klasse van de Malacostraca (Hogere kreeftachtigen).

## Geslachten
- Pseudosquilla Dana, 1852
- Pseudosquillana Cappola & Manning, 1995
- Pseudosquillisma Cappola & Manning, 1995
- Raoulserenea Manning, 1995